# Галерија грбова Мексика
Галерија грбова Мексика обухвата актуелни грб Сједињених Држава Мексика, његове историјске грбове, као и грбове његових 31. савезне државе и једног федералног дистрикта.

## Актуелни грб Мексика
- Грб
 Мексика 
 (1867-данас)
- Печат
 Мексика

## Историјски грбови Мексика
- Грб
 Првог Мексичког царства 
 (1821–1823)
- Грб
 Привремене владе Мексика 
 (1823–1824)
- Грб
 Прве (1824–1835) и 
 Друге (1846–1863)
 Мексичке републике
- Царски грб
 Другог Мексичког царства 
 (1864–1867)

## Савезне државе Мексика
- Грб
 Агваскалијентеса
- Грб
 Доње Калифорније
- Грб
 Јужне Доње Калифорније
- Грб
 Кампечеа
- Грб
 Чијапаса
- Грб
 Чиваве
- Грб
 Коавиле
- Грб
 Колиме
- Грб
 Дуранга
- Грб
 Мексичког федералног дистрикта
- Грб
 Гванахуата
- Грб
 Герера
- Грб
 Идалга
- Грб
 Халиска
- Грб
 Мексика (државе)
- Грб
 Мичоакана
- Грб
 Морелоса
- Грб
 Најарита
- Грб
 Новог Леона
- Оахаке|Грб
 Оахаке
- Грб
 Пуебле
- Грб
 Керетара
- Грб
 Кинтана Роа
- Грб
 Сан Луис Потосија
- Грб
 Синалое
- Грб
 Соноре
- Грб
 Табаска
- Грб
 Тамаулипаса
- Грб
 Тласкале
- Грб
 Веракруза
- Грб
 Јукатан
- Грб
 Закатекаса